# Zintegrowany System Zarządzania i Kontroli
Zintegrowany System Zarządzania i Kontroli (skrót ZSZiK lub IACS, ang. Integrated Administration and Control System) – system informatyczny zarządzany przez Agencję Restrukturyzacji i Modernizacji Rolnictwa (ARiMR) unijnych dopłat bezpośrednich w Polsce w ramach Wspólnej Polityki Rolnej Unii Europejskiej stworzony przez firmę Asseco Poland S.A. jako podwykonawcy HP Polska. Roczny koszt utrzymania systemu wynosi 100 mln zł.

## Regulacje europejskie w zakresie Zintegrowanego Systemu Zarządzania i Kontroli
W rozporządzeniu Parlamentu Europejskiego i Rady UE z 2013 r. stwierdzono, że każde z państw członkowskich ustanawia i prowadzi zintegrowany system zarządzania i kontroli. 
Dzięki systemowi:
- zapewnia się, by transakcje finansowane w ramach programów pomocy obszarowej oraz programów pomocy z tytułu zwierząt były przeprowadzane prawidłowo
- zapobiega się nieprawidłowościom, stwierdza się nieprawidłowości i podejmuje działania następcze w związku z nimi
- odzyskuje się nienależnie wypłacone kwoty
- pomaga się rolnikom prawidłowo wypełniać wnioski.

## Elementy Zintegrowanego Systemu Zarządzania i Kontroli
System zintegrowany obejmuje następujące elementy:
- skomputeryzowaną bazę danych;
- system identyfikacji działek rolnych;
- system identyfikacji i rejestracji uprawnień do płatności;
- wnioski o przyznanie pomocy oraz wnioski o płatność;
- system identyfikacji beneficjenta.

### Skomputeryzowana baza danych
W skomputeryzowanej bazie danych rejestruje się dane uzyskane z wniosków o przyznanie pomocy i wniosków o płatność w odniesieniu do każdego beneficjenta wsparcia.

### System identyfikacji działek rolnych
System identyfikacji działek rolnych ustanawia się w oparciu o mapy, dokumenty ewidencji gruntów lub też inne dane kartograficzne. Korzysta się z technik opartych na skomputeryzowanym systemie informacji geograficznej, w tym ortoobrazów lotniczych lub satelitarnych.

### System identyfikacji i rejestracji uprawnień do płatności
System identyfikacji i rejestracji uprawnień do płatności umożliwia weryfikację uprawnień oraz kontrole krzyżowe z wnioskami o przyznanie pomocy i systemem identyfikacji działek rolnych. System umożliwia bezpośrednie i natychmiastowe zapoznanie się poprzez właściwy organ państwa członkowskiego z danymi dotyczącymi co najmniej czterech kolejnych poprzednich lat kalendarzowych.

### Wnioski o przyznanie pomocy oraz wnioski o płatność
Beneficjent wsparcia składający wniosek o płatności bezpośrednie lub działań związanych ze zwierzętami w ramach rozwoju obszarów wiejskich musi objąć:
- wszystkie działki rolne w gospodarstwie, jak również grunty nierolnicze,
- uprawnienia do płatności deklarowane do aktywowania;
- wszelkie inne informacje przewidziane w rozporządzeniu lub wymagane w związku z wdrożeniem odpowiedniego sektorowego prawodawstwa rolnego.

### System identyfikacji beneficjenta
Jednolity system rejestrowania tożsamości każdego beneficjenta wsparcia gwarantuje, aby wszystkie wnioski o przyznanie pomocy oraz wnioski o płatność złożone przez tego samego beneficjenta można było zidentyfikować jako takie.